# Gemeenschapseconomie
De gemeenschapseconomie is een economie die de gemeenschap dient en zich in de eerste plaats richt op het behoud en/of toevoegen van waarde aan de omgeving, participatieve, democratische besluitvorming en gedeeld eigenaarschap.    Het is een economisch model waarin we het succes van de economie niet langer meten aan de hand van het bruto nationaal product maar aan de hand van ons welzijn en de brede welvaart. 
De gemeenschapseconomie is gebaseerd op principes als lokaal geworteldheid, samenwerking en regeneratie en gaat uit van onze onderlinge afhankelijkheid.  
Het jaagt een economie aan die niet extractief is, maar juist waarde toevoegt aan het bredere ecosysteem waar het deel van is en waar de mens wordt gezien als coöperatief, zorgzaam en sociaal, in plaats van competitief, calculerend en individualistisch. 

Hoe werkt de gemeenschapseconomie in de praktijk?
In een gemeenschapseconomie staat de gemeenschap centraal en verschuiven we controle en eigenaarschap van grote bedrijven naar gemeenschappen.
Hier zijn enkele kernpunten van de gemeenschapseconomie:
- Collectief eigendom: Gemeenschappen of coöperaties hebben de eigendom en beheer van productie- en distributieprocessen.
- Democratische besluitvorming: Beslissingen worden gemaakt op basis van consensus en participatie van alle leden, in plaats van door een enkele leider of bestuur.
- Maatschappelijke waarde: Het doel is om niet alleen economische waarde te creëren, maar ook sociale en ecologische waarde voor de gemeenschap.
- Duurzaamheid: Omdat gemeenschapseconomie initiatieven lokaal verankerd zijn, zijn ze vaker gericht op de lange termijn. Veel gemeenschapseconomie initiatieven richten zich op duurzame praktijken en het verminderen van de ecologische voetafdruk.
- Lokaal verankerd: Gemeenschapseconomie voorkomt dat waarde uit de lokale omgeving stroomt, maar behoudt de waarde binnen de gemeenschap.

Een voorbeeld van een gemeenschapseconomie-initiatief is een energiecoöperatie, waarin bewoners samenwerken om duurzame energie op te wekken en te delen. Andere voorbeelden zijn wooncoöperaties, waarin bewoners samen een woningproject realiseren, en zorgcoöperaties, waarin gezondheidsdiensten worden aangeboden door en voor de gemeenschap.

## Vergelijking met andere alternatieve economische modellen
De gemeenschapseconomie sluit aan bij de geest van meerdere alternatieve modellen door conventionele economische paradigma's uit te dagen en te pleiten voor duurzaamheid, gelijkheid en collectief welzijn. Andere vergelijkbare termen voor de gemeenschapseconomie zijn de solidariteitseconomie, sociale economie, democratische economie, zorgzame economie, en welzijnseconomie.
De gemeenschapseconomie is onderscheidend door zijn gemeenschapsgerichte en plaatsgebonden nadruk, waardoor het zich presenteert als een praktisch, lokaal geworteld complement aan de bredere systemische kritiek en frames van de donuteconomie, community wealth building, brede welvaart en degrowth. Dit maakt het bijzonder relevant voor stedelijk bestuur en beleidsinnovatie in steden.

## Typologie
De gemeenschapseconomie omvat een breed scala aan initiatieven die gericht zijn op samenwerking, duurzaamheid en gedeelde verantwoordelijkheid binnen verschillende schaalniveaus en sectoren. Om inzicht te krijgen in hoe deze initiatieven bijdragen aan een stad en haar bewoners, kan de gemeenschapseconomie worden geanalyseerd aan de hand van twee dimensies: schaalniveaus en sectoren/domeinen.

#### Schaalniveaus
De gemeenschapseconomie opereert op verschillende niveaus binnen een stedelijke context, afhankelijk van de reikwijdte en het bereik van de initiatieven:
1. Buurt: Lokale en wijkgerichte initiatieven die zich richten op de directe omgeving van bewoners. Voorbeelden zijn buurttuinen en buurtcoöperaties.
2. Stad: Netwerken en initiatieven die de hele stad dekken of zelfs verbinding zoeken met andere steden, zoals energiecoöperaties en stadsbrede mobiliteitsplatformen.

#### Sectoren/Domeinen
De gemeenschapseconomie kent diverse sectoren waarin initiatieven actief zijn. Deze sectoren weerspiegelen de onderwerpen en behoeften die centraal staan binnen deze economie. Het onderstaande analysemodel brengt deze twee dimensies samen in een matrix. In deze matrix worden initiatieven geplaatst op basis van hun schaalniveau en hun thematische focus. De tabel hieronder toont de intersecties van schaalniveaus en sectoren binnen de gemeenschapseconomie.
| Sector               | Buurt/Stadsdeel                                                  | Stad |
| -------------------- | ---------------------------------------------------------------- | --- |
| Wonen en Grond       | Buurttuinen, groen beheer coöperaties, wooncooperaties           | Community land trusts                                                                                   |
| Energie en Milieu    | Energiecoöperaties en energiegemeenschappen                      | Stadsbrede energiecoöperaties                                                                           |
| Mobiliteit           | Gedeelde vervoer-initiatieven                                    | Gemeentebrede deelmobiliteit                                                                            |
| Zorg en Solidariteit | Lokale zorgcollectieven, Ouderparticipatiecrèches, Lokale munten | Solidair stadsfonds, Zorgfondsen, broodfondsen, informele roterende spaarkringen (kasmoni's/gün /nouba) |
| Cultuur en Onderwijs | Buurtcooperaties                                                 | Stadsbrede coöperatieve kunstprojecten, peer-to-peer leerplatformen                                     |
| Circulaire Economie  | Repaircafés, tweedehandswinkels, kledingruil                     | Circulaire werkplaatsen, Maakplaatsen                                                                   |
| Voedsel en Landbouw  | Buurtmoestuinen, voedsel(verspilling)-initiatieven               | Stadslandbouw, voedselbanken                                                                            |

## Werkercoöperaties
Werkercoöperaties of werknemerscoöperaties zijn onderdeel van de gemeenschapseconomie en kunnen onder alle sectoren vallen. Een werkercoöperatie is een coöperatie die eigendom is van en wordt beheerd door haar werknemers. Dit kan betekenen dat dat elke werker op democratische wijze deelneemt aan de besluitvorming, of het kan verwijzen naar een bedrijf waarin het management wordt gekozen door elke werknemer die elk één stem heeft op ALV's (Algemene Leden Vergadering). 

## Sociale waarde
In een gemeenschapseconomie, waarin mens en planeet centraal staan, is er meer ruimte voor waarde die zich niet in geld laat uitdrukken. Als we het hebben over waarde creëren, hebben we het naast financiële waarde dus ook over sociale waarde. Denk bijvoorbeeld aan ruildiensten, zorgnetwerken of een buurttuin. Deze waardecreaties dragen bij aan een sterke gemeenschap. 